# Peridiscus lucidus
Peridiscus lucidus är en tvåhjärtbladig växtart som beskrevs av George Bentham. Peridiscus lucidus ingår i släktet Peridiscus och familjen Peridiscaceae. Inga underarter finns listade i Catalogue of Life.